# Baal-Eser II
Baal-Eser II   (886 aC - dècada del 840 aC) també conegut com Balbazer II i Ba'l-mazzer I era un rei de Tir, fill d'Etbaal I, germà de Jezabel i cunyat d'Acab.
La informació principal relacionada amb Baal-Eser II prové de la cita que fa Flavi Josep de l'autor fenici Menandre d'Efes a Contra Apió I.18. Aquí es diu que "Ithobalus, el sacerdot d'Astarte... va ser succeït pel seu fill Badezorus [Baal-Eser], que va viure quaranta-cinc anys, i va regnar sis anys; el va succeir Matgenus Mattan I, el seu fill."
Baal-Eser va regnar en els assumptes del territori donant rellevància a la influència del seu regne. Durant el seu regnat, la seva germana era reina d'Israel i la seva neboda Atalia regnava com a reina del Regne de Judà, creant una zona d'influència on la ciutat de Tir va tenir una importància inigualable en qualsevol període de la seva història.
Tir no s'esmenta entre les ciutats que s'oposaven a Salmanassar III a la batalla de Qarqar l'any 853 aC. però dotze anys després, el 841 aC, el fill d'Etbaal, Baal-Eser II (Ba'l-mazzer) va retre homenatge al monarca assiri, en el 18è any de regnat d'aquest últim (841 aC). Jehu d'Israel va pagar tribut al mateix temps, tal com es mostra a l'Obelisc Negre de Salmaneser III. L'esment de l'homenatge de Baal-Eser a Salmaneser ha tingut un paper important a l'hora de revisar 11 anys cap amunt les dates dels regnats dels successors de Baal-Eser, Mattan I i Pigmalió, a partir de dates prèviament acceptades per a aquests reis. Per tant, les dates indicades aquí són segons l'obra de Frank Cross i d'altres erudits que prenen el 825 a,C. com la data de la fugida de Dido del seu germà, Pigmalió de Tir, després de la qual va fundar la ciutat de Cartago el 814 aC. (Vegeu la justificació cronològica d'aquestes dates a l'article Pigmalió (fill de Belos).) Per a aquells que daten el setè any de Pigmalió al 814 aC situant així la fundació de Cartago el mateix any que Dido va deixar Tir, les dates dels successors de Baal-Eser 11 anys després. Les dates utilitzades per Baal-Eser en aquest article també accepten els sis anys de regnat donats als millors textos de Menandre / Josep. Només en alguns extractes de la cronografia d'Eusebi es dona un regnat de 18 anys.